# Garça-vermelha

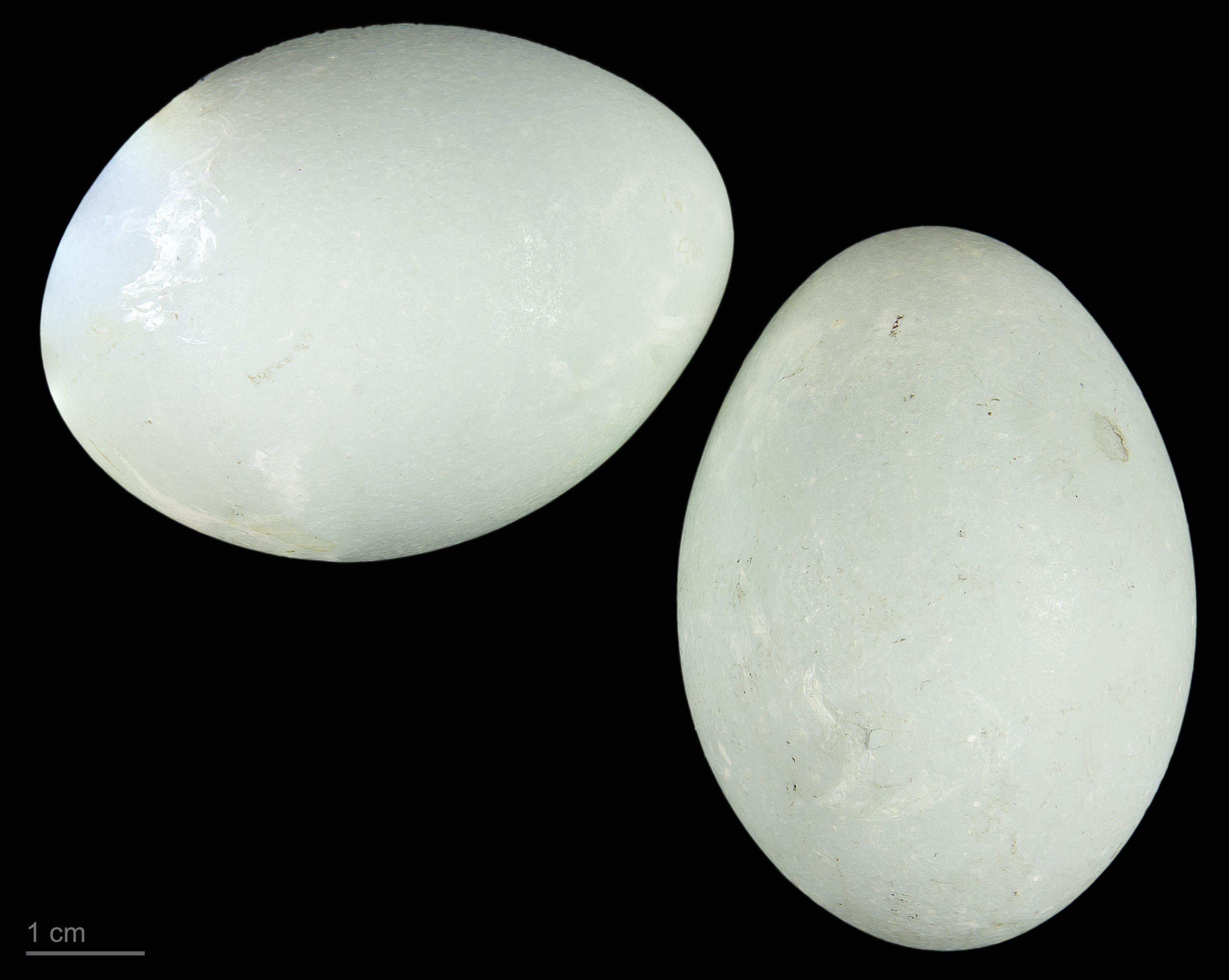
Ardea purpurea - MHNT

A garça-vermelha (Ardea purpurea), também chamada garça-galega, garça-imperial, garça-roxa ou garça-ruiva, é uma ave da ordem Pelecaniformes. É normalmente encontrada em terras pantanosas e pântanos no sul e centro da Europa, migrando de inverno para África. Nidifica em colónias, normalmente em canaviais.

## Subespécies
São reconhecidas quatro subespécies:
- Ardea purpurea purpurea (Linnaeus, 1766) - ocorre do sudoeste da região Paleárctica até o Irã e leste do Cazaquistão, África subsaariana;
- Ardea purpurea manilensis (Meyen, 1834) - ocorre no sul e sudeste da Ásia, na China, Taiwan, na Indonésia, Sulawesi, Ilhas Molucas e nas Filipinas;
- Ardea purpurea madagascariensis (Oort, 1910) - ocorre em Madagascar.
- Ardea purpurea bournei (de Naurois, 1966) - ocorre em Cabo Verde.

## Conservação
Esta espécie encontra-se listada no Livro Vermelho dos Vertebrados de Portugal com o estatuto de Em Perigo. Globalmente, é classificada como Preocupação Menor pela União Internacional para a Conservação da Natureza.